# Ptychostomum lonchocaulon
Ptychostomum lonchocaulon là một loài Rêu trong họ Bryaceae. Loài này được (Müll. Hal.) J.R. Spence mô tả khoa học đầu tiên năm 2005.